# Sangala marpesia
Sangala marpesia là một loài bướm đêm trong họ Geometridae.